# كوبوتا
شركة كوبوتا هي شركة مصنعة للجرار ولصناعة المعدات الثقيلة، ومقرها في اوساكا في اليابان.
واحدى مساهماتها البارزة بناء سفينة للطاقة الشمسية. تأسست الشركة في عام 1890.

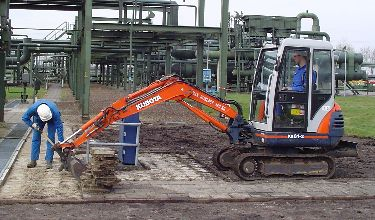
قطعة من المعدات الخفيفة التي صنعتها شركة كوبوتا

وتنتج الشركة العديد من المنتجات بما في ذلك:
- الجرارات والمعدات الزراعية
- المحركات
- معدات البناء
- الات البيع
- الانابيب
- صمامات
- المعادن
- مضخات
- معدات لمعالجة المياه والصرف الصحي
- معدات تكييف الهواء

## شركة كوبوتا للجرارات

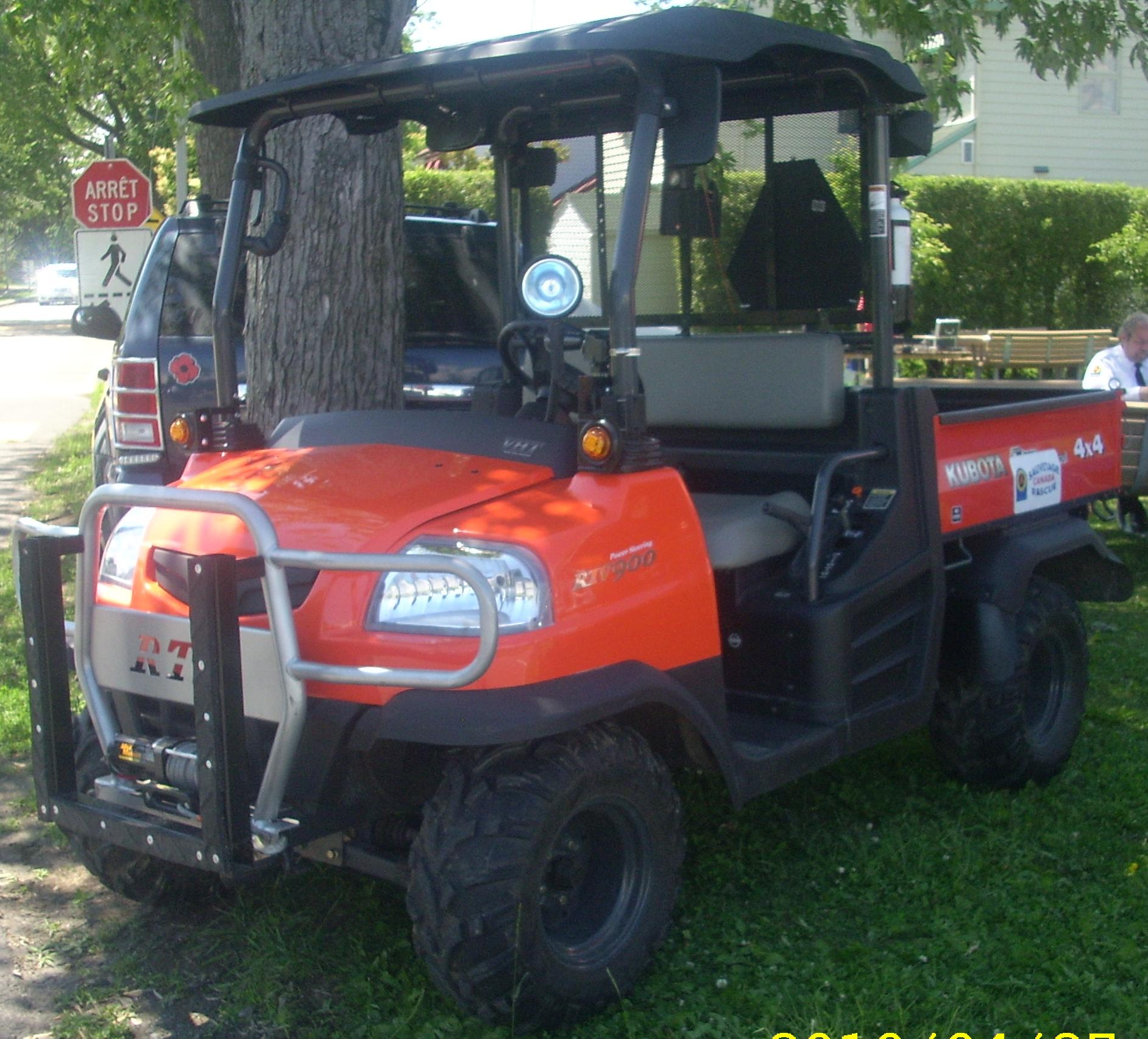
كوبوتا RTV900

في عام 1969، بدأ تصدير كوبوتاجرارات مدمجة للولايات المتحدة 21 حصانا (16 كيلوواط) L200. بسبب النجاح الأولي في السوق الأمريكي، تم تشكيل شركة كوبوتا للجرارات في تورانس بولاية كاليفورنيا في عام 1972. تمتلك كوبوتا أيضا غيرها من الشركات الجرارات المماثلة في العديد من البلدان بما في ذلك أستراليا  ، كندا ، فرنسا ، ألمانيا ، بولندا  ، إسبانيا ، والمملكة المتحدة  .

## شركة كوبوتا للمعدات الأمريكية

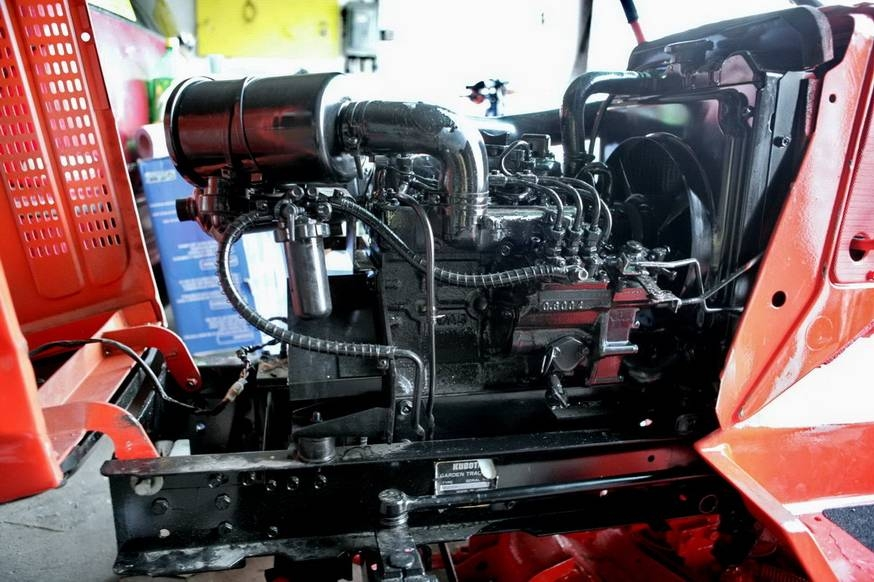
محرك الديزل في جرار كوبوتا

في عام 1988، افتتح كوبوتا مصنعها الأول، كوبوتا للمواد الأمريكية، في جينسفيل، (الولايات المتحدة الأمريكية) لإنتاج الأدوات متعددة الاستخدام للجرارات. في وقت لاحق، تم إضافة غيرها من المنتجات بما في ذلك مجموعة واسعة من جرارت العشب الجرارات الزراعية وسيارات الدفع الرباعي.

## معدات كوبوتا الصناعية
ونظرا لزيادة الطلب لمحركاتها الصناعية المدمجة، تأسست كوبوتا محرك أمريكا في عام 1999 في لينكولنشاير، (شيكاغو) كشركة تابعة لشركة كوبوتا - أوساكا.

## شركة كوبوتا المحيط الهادئ
في منتصف 1980s كوبوتا، تبحث عن فرص جديدة، وفرت التمويل للمتحمسين لشركة كمبيوتر، الشركة الأميركية التي تنتج نظم الرسومات على أساس الهندسة المعمارية. والشركة غير ناجحة.

## وصلات خارجية
- Kubota Corporation
- Kubota Tractor Corporation نسخة محفوظة 13 مارس 2010 على موقع واي باك مشين.
- Kubota Manufacturing of America Corporation
- Kubota Engine America Corporation
- Kubota Canada Ltd.
- Kubota (U.K) Limited
- Kubota Polish headquarters
- Kubota parts sales in Mexico